# I Go to Sleep
"I Go to Sleep" is een nummer van de Britse zanger Ray Davies, geschreven in 1965. Zijn versie werd pas uitgebracht in 1998 en het nummer is dan ook vooral bekend geworden door een aantal covers, waarvan die van The Pretenders uit 1981 het succesvolst was.

## Versie van Ray Davies
Ray Davies, zanger van The Kinks, schreef het nummer aan de piano in zijn ouderlijk huis in Londen in mei 1965 terwijl zijn vrouw hoogzwanger was. De dag erna nam hij demo's van zeven nummers, waaronder "I Go to Sleep" op in de Regent Sound Studio in Londen. Op die demo speelt Davies piano en neemt hij de zang voor zijn rekening.
The Kinks hebben het nummer nooit opgenomen. De versie van Ray Davies werd pas officieel uitgebracht in april 1998, als onderdeel van een bonus-cd bij een heruitgave van het Kinks-verzamelalbum Kinda Kinks.

## Coverversies
In de zomer van 1965 bood de uitgever van The Kinks, Edward Kassner, het nummer aan een aantal artiesten aan. De Amerikaanse zangeres Peggy Lee was de eerste die een cover van het lied opnam voor haar album Then Was Then - Now is Now! Op deze single wordt de zangeres ondersteund door een studio-orkest.
Het nummer werd hetzelfde jaar ook opgenomen door de Amerikaanse zangeres Cher en de Britse beatgroep The Applejacks. Hoewel Peggy Lee het nummer voor het eerst opnam, werd de single van the Applejacks een maand eerder uitgebracht dan die van Lee. Geen van deze coverversies wist de hitlijsten te halen.
"I Go to Sleep" werd in 1981 opgenomen door de Britse rockband The Pretenders voor hun studio-album Pretenders II. Toen de band het nummer opname had Pretenders-zangers Chrissie Hynde een relatie met Davies, die ze had ontmoet nadat ze een ander Kinksnummer ("Stop Your Sobbing") gecoved had. Deze versie wist in Europa wel de hitlijsten te halen: plek 4 in de Nederlandse Top 40 (en plek 9 in de Single Top 100), plek 6 in de Vlaamse Ultratop 50 en plek 7 in de UK Singles Chart.

## NPO Radio 2 Top 2000
| Nummer met noteringen in de NPO Radio 2 Top 2000 | '99  | '00-'01 | '02  | '03  | '04  |
| ------------------------------------------------ | ---- | ------- | ---- | ---- | ---- |
| I Go to Sleep                                    | 1320 | -       | 1579 | 1483 | 1858 |

1. ↑  Een '-' betekent dat het nummer niet was genoteerd en een vetgedrukt getal geeft de hoogste notering aan.
2. ↑  Deze tabel is bijgewerkt tot en met de laatste editie (2024).